# Gran Premio Miguel Indurain 2015
Il Gran Premio Miguel Indurain 2015, cinquantanovesima edizione della corsa e diciassettesima con questa denominazione, valevole come evento del circuito UCI Europe Tour 2015 categoria 1.1, si svolse il 4 aprile 2015 su per un percorso di 192,7 km. La vittoria fu appannaggio dello spagnolo Ángel Vicioso, il quale completò la gara in 4h56'42", alla media di 38,969 km/h, precedendo i connazionali Jon Izagirre e Beñat Intxausti.
Sul traguardo di Estella 85 ciclisti, su 123 partenti, portarono a termine la competizione.

## Squadre e corridori partecipanti
| N.    | Cod. | Squadra                |
| ----- | ---- | ---------------------- |
| 1-8   | MOV  | Movistar Team          |
| 11-18 | KAT  | Team Katusha           |
| 21-27 | TCG  | Team Cannondale-Garmin |
| 31-38 | CJR  | Caja Rural-Seguros RGA |
| 41-48 | TNN  | Team Novo Nordisk      |
| 51-58 | BUR  | Burgos-BH              |
| 61-68 | MUR  | Murias Taldea          |
| 71-78 | AWT  | AWT-GreenWay           |

| N.      | Cod. | Squadra                     |
| ------- | ---- | --------------------------- |
| 91-98   | DCT  | Inteja-MMR Dominican        |
| 101-108 | STF  | Start-Massi Cycling Team    |
| 111-117 | LOK  | Lokosphinx                  |
| 121-128 | W52  | W52-Quinta da Lixa          |
| 131-138 | RPB  | Rádio Popular ONDA Boavista |
| 142-148 | KMP  | Keith Mobel-Partizan        |
| 151-158 | SKD  | Skydive Dubai               |

## Ordine d'arrivo (Top 10)
| Pos. | Corridore          | Squadra    | Tempo    |
| ---- | ------------------ | ---------- | -------- |
| 1    | Ángel Vicioso      | Katusha    | 4h56'42" |
| 2    | Jon Izagirre       | Movistar   | s.t.     |
| 3    | Beñat Intxausti    | Movistar   | a 2"     |
| 4    | Janier Acevedo     | Cannondale | a 14"    |
| 5    | Alejandro Valverde | Movistar   | a 39"    |
| 6    | Daniel Moreno      | Katusha    | s.t.     |
| 7    | Amets Txurruka     | Caja Rural | s.t.     |
| 8    | Francisco Mancebo  | Skydive    | a 41"    |
| 9    | Tom-Jelte Slagter  | Cannondale | s.t.     |
| 10   | Pello Bilbao       | Caja Rural | a 46"    |